# Walter Moyle
Walter Moyle (3 novembre 1672 à St Germans, Cornouailles - 1721 à St Germans) est un homme politique et un écrivain politique anglais, promoteur du républicanisme classique.

## Biographie
Walter Moyle naît à Bake, une paroisse de St Germans dans les Cornouailles le 3 novembre 1672. C'est le troisième enfant de Sir Walter Moyle, un homme politique, et de Thomasine, fille du Secrétaire d'État William Morice (en).
Après avoir suivi des cours classiques, probablement à la Liskeard Grammar School, il s'inscrit au Collège d'Exeter le 18 mars 1689. Il quitte sans diplôme. Il épouse Henrietta Maria, fille d'un commerçant de tabac, le 6 mai 1700. Vers 1708, Moyle contribue à l'érection de nouveaux bâtiments sur le terrain du collège. Le 26 janvier 1691, il est accepté sous conditions au Middle Temple, où il suit des cours de droit constitutionnel et d'histoire.
De 1695 à 1698, il siège à la Chambre des communes en tant que député whig de Saltash. Il fait la promotion du commerce britannique et montre une antipathie marquée envers les autorités ecclésiastiques.
Moyle meurt à Bake le 10 juin 1721. Son corps est enterré à St Germans le 13 juin. Le couple a eu trois enfants.

## Œuvres
Vers 1693, Moyle traduit quatre textes du Grec Lucien de Samosate, qui seront inclus dans un ouvrage sur Lucien publié en 1711 sous la direction du poète John Dryden. En collaboration avec John Trenchard, Moyle écrit en 1697 An Argument showing that a Standing Army is inconsistent with a Free Government, and absolutely destructive to the Constitution of the English Monarchy (Un argument qui montre qu'une armée en armes vient à l'encontre d'un gouvernement libre, et absolument destructeur de la constitution de la monarchie anglaise), qui sera réimprimé en 1698 et 1703, puis incluse dans une parution du magazine The Pamphleteer. Elle offense la cour, ce qui amène le Secrétaire d'État James Vernon à rechercher l'auteur de la lettre.
Après sa retraite de la vie publique en 1698, Moyle crée des modèles théoriques de gouvernements. Plus tard, il tente de rédiger une histoire de la Grèce, puis une histoire ecclésiastique. À l'automne 1713, il complète la construction d'une nouvelle bibliothèque à Bake. Étudiant en botanique et en ornithologie, il collectionne des oiseaux des Cornouailles et du Devon. Il aide le naturaliste John Ray. Il promet de faire parvenir un catalogue de ses spécimens au botaniste William Sherard pour qu'il puisse l'insérer dans les Philosophical Transactions. Les livres de son étude étaient remplies de notes. En 1808, le feu détruit une partie de sa bibliothèque.
En 1726, Thomas Sergeant édite et publie Works of Walter Moyle, none of which were ever before published en deux volumes. Le premier volume comprend :
- Essay on the Constitution of the Roman Government. Il a été réimprimé en 1796 par John Thelwall (en). Traduit en français par Bertrand Barrière, il a été publié à Paris en 1801.
- A Charge to the Grand Jury at Liskeard, April 1706.
- Letters to Dr. William Musgrave of Exeter.
- Dissertation on the age of Philopatris, a Dialogue commonly attributed to Lucian.
- Letters to and from Tancred Robinson, Sherard, and others.

Le second volume comprend :
- Remarks upon some Passages in Dr. Prideaux's Connection. Il a été inclus dans une édition en français de ses œuvres publiées en 1728, 1732, 1742 et 1744.
- Miracle of the Thundering Legion examin'd, in several Letters between Moyle and K——

L'année suivante, tous ces ouvrages sont réimprimés par Edmund Curll sous le titre The Whole Works of Walter Moyle that were Published by Himself, avec une biographie. L'ouvrage comprend en plus :
- Xenophon's Discourse on the Revenue of Athens, traduit à la demande de l'économiste Charles D'Avenant. Après son ajout dans son Discourses on the Publick Revenues and the Trade of England paru en 1698, le texte a été inclus dans Political Arithmetic (1751) de l'économiste William Petty, puis dans Works de D'Avenant en 1771, et dans Works of Xenophon paru en 1831.
- An Essay on Lacedæmonian Government.